# Landesamt für Natur, Umwelt und Klima Nordrhein-Westfalen
Das Landesamt für Natur, Umwelt und Klima Nordrhein-Westfalen (LANUK) ist die technisch-wissenschaftliche Fachbehörde des Landes Nordrhein-Westfalen für den Natur-, Umwelt- und Klimaschutz. Es ist dem Ministerium für Umwelt, Naturschutz und Verkehr Nordrhein-Westfalen unterstellt und berät die Landesregierung. Der Hauptsitz der Landesoberbehörde liegt in Recklinghausen, zwei weitere Dienststellen befinden sich in Essen und Duisburg und zahlreiche Außenstellen verteilen sich über ganz Nordrhein-Westfalen.

## Aufgaben
Als Landesoberbehörde ist das LANUK in vielen Aufgabengebieten tätig, dazu gehören unter anderem Naturschutz, Umweltbildung, Kreislaufwirtschaft, Luftreinhaltung, Gewässer- und Bodenschutz, Altlastenerfassung, Abfallwirtschaft sowie Umweltmedizin und -analytik.

Das LANUK unterstützt die Gerichte und Vollzugsbehörden der Kreise, kreisfreien Städte und die Bezirksregierungen. Grundlage dafür ist eine Vielzahl an Messsystemen, mit denen Daten zu Boden-, Wasser- und Luftqualität in NRW erfasst und anschließend bewertet werden. Außerdem werden Bürgerinnen und Bürger über Gefahren bei Großbränden oder anderen Schadensereignissen informiert und beraten.

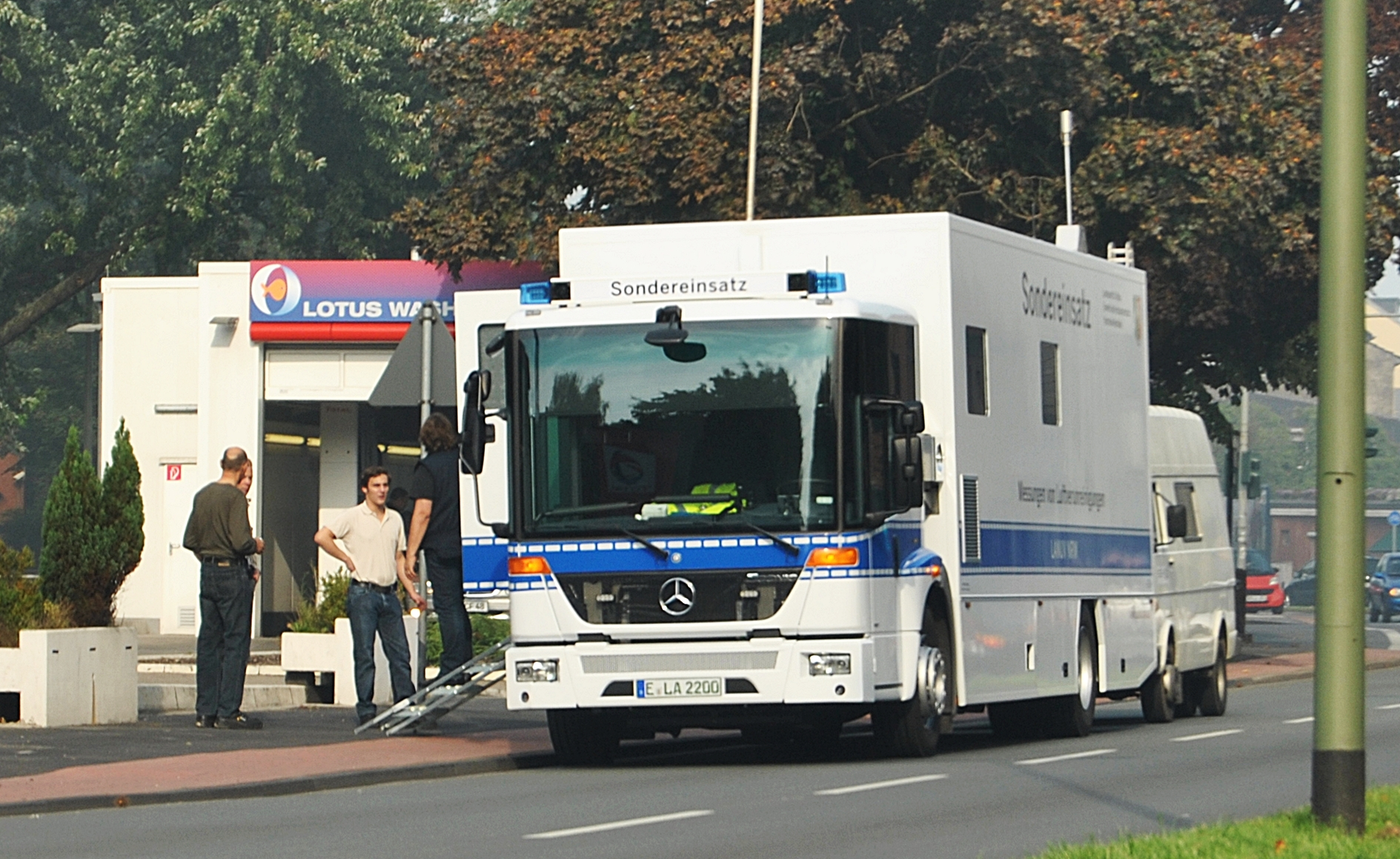
Laborfahrzeug des LANUV für Messungen von Luftverunreinigungen, hier bei einem Einsatz aufgrund eines Großbrandes im Duisburger Hafen (2010)

## Nachhaltigkeit
Mit einem eigenen Betrieblichen Umwelt- und Nachhaltigkeitsmanagement sorgt das LANUK dafür, innerbetriebliche Abläufe im Sinne der nachhaltigen Entwicklung zu verbessern und damit die Vorbildfunktion als nachhaltige Behörde innerhalb der Landesverwaltung auszubauen. Das Umweltmanagement ist an den beiden Standorten Duisburg und Recklinghausen nach dem europäischen Umweltmanagementsystem EMAS extern überprüft. Durch verbindliche Nachhaltigkeitsgrundsätze wird die fortlaufende Verbesserung in den Handlungsfeldern Personal, Mobilität, Liegenschaften, Kantinen und Beschaffung sowie die Klimaneutralität bis zum Jahr 2030 angestrebt.

## Geschichte
Das Landesamt entstand zum 1. Januar 2007 aus der Zusammenlegung der Landesanstalt für Ökologie, Bodenordnung und Forsten NRW (LÖBF) mit dem Landesumweltamt (LUA) und dem Landesamt für Ernährung und Jagd (LEJ) sowie mit Teilen der Bezirksregierungen.
Zum 1. April 2025 wurde das bisherige LANUV in zwei neue Behörden überführt: Das Landesamt für Natur, Umwelt und Klima (LANUK) und das Landesamt für Verbraucherschutz und Ernährung (LAVE). Dabei übernahm das LAVE einige der vorher beim LANUV angesiedelten Themen- und Aufgabenbereiche, wie z. B. Tierschutz, Fischereiökologie oder Marktüberwachung. Außerdem wurde dem LANUK die Verwaltung des Nationalpark Eifel zugeordnet, die vorher beim Landesbetrieb Wald und Holz NRW angesiedelt war.

## Untereinheiten
- Chemisches und Veterinäruntersuchungsamt Münsterland-Emscher-Lippe
- Chemisches und Veterinäruntersuchungsamt Ostwestfalen-Lippe
- Chemisches und Veterinäruntersuchungsamt Rheinland
- Chemisches und Veterinäruntersuchungsamt Rhein-Ruhr-Wupper
- Chemisches und Veterinäruntersuchungsamt Westfalen